# 维耶尔韦日
维耶尔韦日（法語：Vielverge，法語發音：[vjɛlvɛʁʒ]）是法国科多尔省的一个市镇，属于第戎区。

## 地理
维耶尔韦日（47°16'7"N, 5°27'5"E）面积14.78 平方千米，位于法国勃艮第-弗朗什-孔泰大區科多尔省，该省份为法国中东部省份，北起奥布省，西接涅夫勒省和约讷省，南至索恩-卢瓦尔省，东南接汝拉省，东临上索恩省，东北部与上马恩省接壤。
与维耶尔韦日接壤的市镇（或旧市镇、城区）包括：奥尼翁河畔佩里尼、弗拉默朗、纳塞河畔苏瓦松、索恩河畔拉马什、索恩河畔蓬塔耶、尚帕涅。

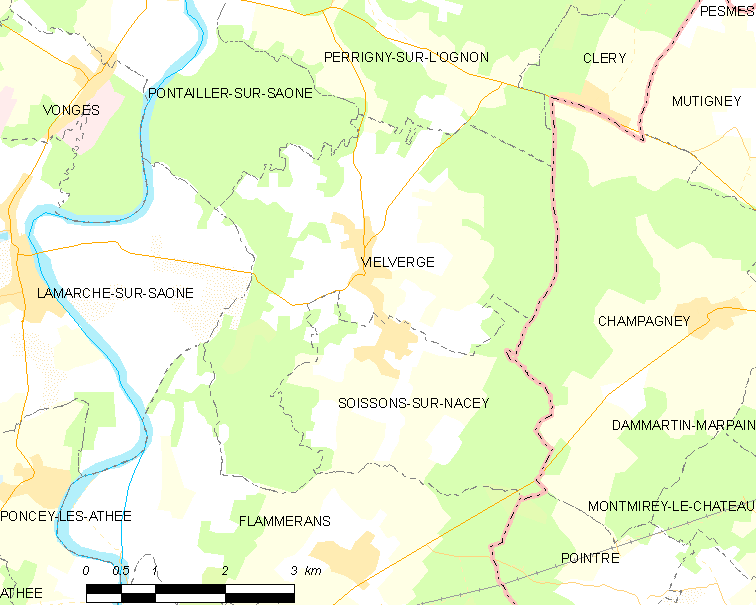
维耶尔韦日的OSM定位图

维耶尔韦日的时区为UTC+01:00、UTC+02:00（夏令时）。

## 行政
维耶尔韦日的邮政编码为21270，INSEE市镇编码为21680。

## 政治
维耶尔韦日所属的省级选区为欧克索讷县。

## 人口

1962-2008年间维耶尔韦日人口变化图示

维耶尔韦日于2022年1月1日时的人口数量为499人。